# Paul Atkinson
Paul Atkinson (ur. 18 marca 1946, zm. 1 kwietnia 2004) – brytyjski gitarzysta rockowy.

## Życiorys
Był członkiem zespołu The Zombies, działającego w latach 1962–1967. Wśród znanych przebojów tej grupy były m.in. She's Not There, Tell Her No, Time of the Season.
Po zakończeniu działalności The Zombies był producentem muzycznym, współpracował z zespołem ABBA, uchodzi także za odkrywcę Bruce’a Hornsby’ego.
Zmarł po długiej walce z chorobą nowotworową; ostatni raz wystąpił w styczniu 2004 na pierwszym od 30 lat wspólnym koncercie muzyków dawnego zespołu The Zombies oraz zaproszonych przez nich gości.